# Handebol nos Jogos Pan-Americanos de 2019 - Masculino
O torneio masculino de handebol nos Jogos Pan-Americanos de 2019 foi disputado entre 31 de julho e 5 de agosto de 2019 na Villa Desportiva Nacional, em Lima. Oito equipes participaram do evento, vencido pela Argentina, que conquistou vaga para os Jogos Olímpicos Tóquio 2020.

## Medalhistas
|  | ARG Argentina |  | CHI Chile |  | BRA Brasil |
|  | Diego Simonet Federico Gastón Fernández Federico Pizarro Gonzalo Carou Guillermo Fischer Ignacio Pizarro Leonel Carlos Maciel Lucas Moscariello Matías Schulz Nicolás Bonanno Pablo Simonet Pablo Vainstein Santiago Baronetto Sebastián Simonet |  | Daniel Ayala Diego Reyes Elías Oyarzún Emil Feuchtmann Erwin Feuchtmann Esteban Salinas Felipe Barrientos Felipe García Javier Frelijj Marco Oneto Rodrigo Salinas Sebastián Ceballos Sebastián Pavéz Víctor Donoso |  | Alexandro Pozzer César de Almeida Fábio Chiuffa Felipe Borges Haniel Langaro Henrique Teixeira João Pedro da Silva Leonardo Terçariol Oswaldo Guimarães Raul Nantes Rogerio Moraes Rudolph Hackbarth Thiago Ponciano Thiagus Petrus |

## Qualificação
Um total de oito equipes se classificaram para competir neste evento, quatro equipes da América do Sul e quatro da América Central e do Norte. A nação anfitriã, Peru, qualificou-se automaticamente, juntamente com outras sete equipes em vários torneios classificatórios.
Brasil e Argentina protagonizaram a decisão dos Jogos Sul-Americanos de 2018, ambas se classificaram. Nos Jogos Centro-Americanos e do Caribe de 2018, Cuba, Porto Rico e México também se classificaram. A seleção dos Estados Unidos venceu o embate contra o Canadá, conquistando uma vaga para o torneio. O Chile (3º classificado nos Jogos Sul-Americanos), por sua vez, garantiu o último lugar ao vencer o Torneio de qualificação da última chance num jogo contra a Colômbia (5º nos Jogos da América Central e do Caribe).

### Participantes
| Métodos de qualificação                            | Datas                    | Localidade      | Vagas | Qualificados               |
| -------------------------------------------------- | ------------------------ | --------------- | ----- | -------------------------- |
| Anfitrião                                          | —                        | —               | 1     | Peru                       |
| Jogos Sul-Americanos de 2018                       | 2–6 de junho             | Cochabamba      | 2     | Brasil · Argentina         |
| Jogos Centro-Americanos e do Caribe de 2018        | 27 de julho–1º de agosto | Barranquilla    | 3     | Cuba · Porto Rico · México |
| Qualificação da zona norte (Canadá-Estados Unidos) | 2–5 de setembro          | Auburn Montreal | 1     | Estados Unidos             |
| Torneio de qualificação da última chance           | 12–13 de abril           | Santiago        | 1     | Chile                      |
| Total                                              |                          |                 | 8     |                            |

## Fase de grupos

### Grupo A
| Pos | Equipe         | Pts | J | V | E | D | GP  | GC | SG  | Classificado              |
| --- | -------------- | --- | - | - | - | - | --- | -- | --- | ------------------------- |
| 1   | Argentina      | 6   | 3 | 3 | 0 | 0 | 92  | 75 | +17 | Semifinais                |
| 2   | Chile          | 4   | 3 | 2 | 0 | 1 | 101 | 85 | +16 | Semifinais                |
| 3   | Estados Unidos | 2   | 3 | 1 | 0 | 2 | 77  | 97 | −20 | Classificação 5º-8º lugar |
| 4   | Cuba           | 0   | 3 | 0 | 0 | 3 | 74  | 87 | −13 | Classificação 5º-8º lugar |

| 31 de julho 13h00min (UTC−5) | Cuba    | 28-38     | Chile                   | Villa Deportiva Nacional, Lima Árbitros: Raluy, Sabroso |
| 31 de julho 13h00min (UTC−5) | Corzo 8 | (10-20)   | Feuchtmann e Salinas 10 | Villa Deportiva Nacional, Lima Árbitros: Raluy, Sabroso |
| 31 de julho 13h00min (UTC−5) | 2×      | Relatório | 6× 1×                   | Villa Deportiva Nacional, Lima Árbitros: Raluy, Sabroso |

| 31 de julho 20h30min (UTC−5) | Argentina   | 38-25     | Estados Unidos   | Villa Deportiva Nacional, Lima Árbitros: Pinto, Menezes |
| 31 de julho 20h30min (UTC−5) | Baronetto 7 | (21-13)   | Hines e Fofana 7 | Villa Deportiva Nacional, Lima Árbitros: Pinto, Menezes |
| 31 de julho 20h30min (UTC−5) | 6× 1×       | Relatório | 7× 2×            | Villa Deportiva Nacional, Lima Árbitros: Pinto, Menezes |

| 1º de agosto 15h30min (UTC−5) | Estados Unidos | 26-25     | Cuba               | Villa Deportiva Nacional, Lima Árbitros: Lenci, Lopez |
| 1º de agosto 15h30min (UTC−5) | Hoddersen 7    | (14-14)   | Veitía e Taboada 5 | Villa Deportiva Nacional, Lima Árbitros: Lenci, Lopez |
| 1º de agosto 15h30min (UTC−5) | 4× 1×          | Relatório | 2×                 | Villa Deportiva Nacional, Lima Árbitros: Lenci, Lopez |

| 1º de julho 20h30min (UTC−5) | Chile        | 29-31     | Argentina | Villa Deportiva Nacional, Lima Árbitros: Raluy, Sabroso |
| 1º de julho 20h30min (UTC−5) | Feuchtmann 7 | (15-12)   | Simonet 8 | Villa Deportiva Nacional, Lima Árbitros: Raluy, Sabroso |
| 1º de julho 20h30min (UTC−5) | 8× 3×        | Relatório | 6× 3×     | Villa Deportiva Nacional, Lima Árbitros: Raluy, Sabroso |

| 2 de agosto 15h30min (UTC−5) | Estados Unidos | 26–34     | Chile                | Villa Deportiva Nacional, Lima Árbitros: Sosa, Lemes |
| 2 de agosto 15h30min (UTC−5) | Hines 5        | (11–17)   | Ceballos e Salinas 8 | Villa Deportiva Nacional, Lima Árbitros: Sosa, Lemes |
| 2 de agosto 15h30min (UTC−5) | 3×             | Relatório | 4× 1×                | Villa Deportiva Nacional, Lima Árbitros: Sosa, Lemes |

| 2 de agosto 18h00min (UTC−5) | Argentina | 23–21     | Cuba    | Villa Deportiva Nacional, Lima Árbitros: Pinto, Menezes |
| 2 de agosto 18h00min (UTC−5) | Pizarro 6 | (11–10)   | Corzo 5 | Villa Deportiva Nacional, Lima Árbitros: Pinto, Menezes |
| 2 de agosto 18h00min (UTC−5) | 6× 4×     | Relatório | 7× 2×   | Villa Deportiva Nacional, Lima Árbitros: Pinto, Menezes |

### Grupo B
| Pos | Equipe     | Pts | J | V | E | D | GP  | GC  | SG  | Classificado              |
| --- | ---------- | --- | - | - | - | - | --- | --- | --- | ------------------------- |
| 1   | Brasil     | 6   | 3 | 3 | 0 | 0 | 108 | 65  | +43 | Semifinais                |
| 2   | México     | 4   | 3 | 2 | 0 | 1 | 81  | 69  | +12 | Semifinais                |
| 3   | Porto Rico | 2   | 3 | 1 | 0 | 2 | 72  | 82  | −10 | Classificação 5º-8º lugar |
| 4   | Peru (H)   | 0   | 3 | 0 | 0 | 3 | 56  | 101 | −45 | Classificação 5º-8º lugar |

| 31 de julho 15h30min (UTC−5) | Porto Rico | 27–23     | Peru    | Villa Deportiva Nacional, Lima Árbitros: Paolantoni, García |
| 31 de julho 15h30min (UTC−5) | Nazario 7  | (14-10)   | Velez 7 | Villa Deportiva Nacional, Lima Árbitros: Paolantoni, García |
| 31 de julho 15h30min (UTC−5) | 1× 2× 1×   | Relatório | 5× 1×   | Villa Deportiva Nacional, Lima Árbitros: Paolantoni, García |

| 31 de julho 18h00min (UTC−5) | Brasil   | 33–23     | México       | Villa Deportiva Nacional, Lima Árbitros: Zuñiga, Reyes |
| 31 de julho 18h00min (UTC−5) | Borges 9 | (18-10)   | Villalobos 8 | Villa Deportiva Nacional, Lima Árbitros: Zuñiga, Reyes |
| 31 de julho 18h00min (UTC−5) | 7× 1×    | Relatório | 1×           | Villa Deportiva Nacional, Lima Árbitros: Zuñiga, Reyes |

| 1º de agosto 13h00min (UTC−5) | México    | 24-19     | Porto Rico | Villa Deportiva Nacional, Lima Árbitros: Zuñiga, Reys |
| 1º de agosto 13h00min (UTC−5) | Morales 7 | (15-7)    | Nazario 7  | Villa Deportiva Nacional, Lima Árbitros: Zuñiga, Reys |
| 1º de agosto 13h00min (UTC−5) | 3× 2×     | Relatório | 5× 1×      | Villa Deportiva Nacional, Lima Árbitros: Zuñiga, Reys |

| 1º de agosto 18h00min (UTC−5) | Peru    | 16–40     | Brasil     | Villa Deportiva Nacional, Lima Árbitros: Pineda, Estrada |
| 1º de agosto 18h00min (UTC−5) | Velez 4 | (7-27)    | Chiuffa 10 | Villa Deportiva Nacional, Lima Árbitros: Pineda, Estrada |
| 1º de agosto 18h00min (UTC−5) | 2×      | Relatório | 5× 2×      | Villa Deportiva Nacional, Lima Árbitros: Pineda, Estrada |

| 2 de agosto 13h00min (UTC−5) | México   | 34–17     | Peru                | Villa Deportiva Nacional, Lima Árbitros: Pineda, Estrada |
| 2 de agosto 13h00min (UTC−5) | Avalos 9 | (16–9)    | Trelles e Zerillo 4 | Villa Deportiva Nacional, Lima Árbitros: Pineda, Estrada |
| 2 de agosto 13h00min (UTC−5) | 5×       | Relatório | 3× 2×               | Villa Deportiva Nacional, Lima Árbitros: Pineda, Estrada |

| 2 de agosto 20h30min (UTC−5) | Brasil   | 35–26     | Porto Rico           | Villa Deportiva Nacional, Lima Árbitros: Lenci, López |
| 2 de agosto 20h30min (UTC−5) | Nantes 9 | (18-13)   | Nazario e Ceballos 7 | Villa Deportiva Nacional, Lima Árbitros: Lenci, López |
| 2 de agosto 20h30min (UTC−5) | 6× 1×    | Relatório | 5× 1×                | Villa Deportiva Nacional, Lima Árbitros: Lenci, López |

## Classificação do 5º-8º lugar
|  | Preliminares        | Preliminares        |    |                     | Disputa do 5.° lugar | Disputa do 5.° lugar |  |
|  |                     |                     |    |                     |                      |                      |  |
|  | 4 de agosto – 12:00 |                     |    |                     |                      |                      |  |
|  | Estados Unidos      | 22                  |    |                     |                      |                      |  |
|  | Peru                | 16                  |    |                     |                      |                      |  |
|  |                     |                     |    |                     |                      |                      |  |
|  |                     |                     |    |                     | 5 de agosto – 12:00  |                      |  |
|  |                     |                     |    |                     | Cuba                 | 32                   |  |
|  |                     | Estados Unidos      | 24 |                     |                      |                      |  |
|  |                     |                     |    |                     |                      |                      |  |
|  |                     |                     |    |                     |                      |                      |  |
|  |                     |                     |    |                     | Disputa do 7.° lugar |                      |  |
|  | 4 de agosto – 10:00 | 4 de agosto – 10:00 |    | 5 de agosto – 10:00 | 5 de agosto – 10:00  |                      |  |
|  | Porto Rico          | 12                  |    | Porto Rico          | 27                   |                      |  |
|  | Cuba                | 36                  |    |                     | Peru                 | 19                   |  |

#### Preliminares
| 4 de agosto 10h00min (UTC−5) | Porto Rico         | 12–36     | Cuba               | Villa Deportiva Nacional, Lima Árbitros: Lenci, López |
| 4 de agosto 10h00min (UTC−5) | quatro jogadores 2 | (8–17)    | Taboada e García 6 | Villa Deportiva Nacional, Lima Árbitros: Lenci, López |
| 4 de agosto 10h00min (UTC−5) | 1×                 | Relatório | 2× 1×              | Villa Deportiva Nacional, Lima Árbitros: Lenci, López |

| 4 de agosto 12h00min (UTC−5) | Estados Unidos | 22–16     | Peru                 | Villa Deportiva Nacional, Lima Árbitros: Pinto, Menezes |
| 4 de agosto 12h00min (UTC−5) | Hoddersen 8    | (13–7)    | Alvarado e Zerillo 3 | Villa Deportiva Nacional, Lima Árbitros: Pinto, Menezes |
| 4 de agosto 12h00min (UTC−5) | 2× 3×          | Relatório | 6× 1×                | Villa Deportiva Nacional, Lima Árbitros: Pinto, Menezes |

## Fase final
|  | Semifinais          | Semifinais          |    |                     | Medalha de ouro     | Medalha de ouro |  |
|  |                     |                     |    |                     |                     |                 |  |
|  | 4 de agosto – 20:30 |                     |    |                     |                     |                 |  |
|  | Argentina           | 34                  |    |                     |                     |                 |  |
|  | México              | 14                  |    |                     |                     |                 |  |
|  |                     |                     |    |                     |                     |                 |  |
|  |                     |                     |    |                     | 5 de agosto – 20:30 |                 |  |
|  |                     |                     |    |                     | Chile               | 27              |  |
|  |                     | Argentina           | 31 |                     |                     |                 |  |
|  |                     |                     |    |                     |                     |                 |  |
|  |                     |                     |    |                     |                     |                 |  |
|  |                     |                     |    |                     | Medalha de bronze   |                 |  |
|  | 4 de agosto – 18:00 | 4 de agosto – 18:00 |    | 5 de agosto – 18:00 | 5 de agosto – 18:00 |                 |  |
|  | Brasil              | 29                  |    | Brasil              | 32                  |                 |  |
|  | Chile               | 32                  |    |                     | México              | 20              |  |

### Semifinais
| 4 de agosto 18h00min (UTC−5) | Brasil    | 29–32     | Chile   | Villa Deportiva Nacional, Lima Árbitros: Raluy, Sabroso |
| 4 de agosto 18h00min (UTC−5) | Langaro 8 | (15–18)   | Ayala 7 | Villa Deportiva Nacional, Lima Árbitros: Raluy, Sabroso |
| 4 de agosto 18h00min (UTC−5) | 4× 1×     | Relatório | 3× 2×   | Villa Deportiva Nacional, Lima Árbitros: Raluy, Sabroso |

| 4 de agosto 20h30min (UTC−5) | Argentina | 24–14     | México     | Villa Deportiva Nacional, Lima Árbitros: Sosa, Lemes |
| 4 de agosto 20h30min (UTC−5) | Pizarro 9 | (16–7)    | Villalobos | Villa Deportiva Nacional, Lima Árbitros: Sosa, Lemes |
| 4 de agosto 20h30min (UTC−5) | 1×        | Relatório | 1×         | Villa Deportiva Nacional, Lima Árbitros: Sosa, Lemes |

#### Disputa pelo sétimo lugar
| 5 de agosto 10h00min (UTC−5) | Porto Rico | 27–19     | Peru      | Villa Deportiva Nacional, Lima Árbitros: Pineda, Estrada |
| 5 de agosto 10h00min (UTC−5) | Nazario 8  | (12–9)    | Zerillo 6 | Villa Deportiva Nacional, Lima Árbitros: Pineda, Estrada |
| 5 de agosto 10h00min (UTC−5) | 4× 1×      | Relatório | 4× 2×     | Villa Deportiva Nacional, Lima Árbitros: Pineda, Estrada |

#### Disputa pelo quinto lugar
| 5 de agosto 12h00min (UTC−5) | Cuba               | 32–24     | Estados Unidos | Villa Deportiva Nacional, Lima Árbitros: Sosa, Lemes |
| 5 de agosto 12h00min (UTC−5) | Toledano e Corzo 5 | (16–10)   | Fofana 7       | Villa Deportiva Nacional, Lima Árbitros: Sosa, Lemes |
| 5 de agosto 12h00min (UTC−5) | 1×                 | Relatório | 3× 1×          | Villa Deportiva Nacional, Lima Árbitros: Sosa, Lemes |

### Disputa pelo bronze
| 5 de agosto 18h00min (UTC−5) | Brasil             | 32–20     | México     | Villa Deportiva Nacional, Lima Árbitros: Lenci, López |
| 5 de agosto 18h00min (UTC−5) | quatro jogadores 5 | (16–10)   | Sandoval 6 | Villa Deportiva Nacional, Lima Árbitros: Lenci, López |
| 5 de agosto 18h00min (UTC−5) | 3× 2×              | Relatório | 1×         | Villa Deportiva Nacional, Lima Árbitros: Lenci, López |

### Disputa pelo ouro
| 5 de agosto 20h30min (UTC−5) | Chile        | 27–31     | Argentina  | Villa Deportiva Nacional, Lima Árbitros: Raluy, Sabroso |
| 5 de agosto 20h30min (UTC−5) | Feuchtmann 7 | (14–15)   | Simonet 11 | Villa Deportiva Nacional, Lima Árbitros: Raluy, Sabroso |
| 5 de agosto 20h30min (UTC−5) | 7× 4×        | Relatório | 4× 1×      | Villa Deportiva Nacional, Lima Árbitros: Raluy, Sabroso |

## Classificação final
| Pos.              | Equipe         | Campanha | Campanha | Campanha | Campanha | Campanha | Campanha |
| Pos.              | Equipe         | V        | E        | D        | GP       | GC       | SG       |
| ----------------- | -------------- | -------- | -------- | -------- | -------- | -------- | -------- |
| Medalha de ouro   | Argentina      | 5        | 0        | 0        | 147      | 116      | +31      |
| Medalha de prata  | Chile          | 3        | 0        | 2        | 160      | 145      | +15      |
| Medalha de bronze | Brasil         | 4        | 0        | 1        | 169      | 117      | +52      |
| 4                 | México         | 2        | 0        | 3        | 115      | 125      | -10      |
| 5                 | Cuba           | 2        | 0        | 3        | 142      | 123      | +19      |
| 6                 | Estados Unidos | 2        | 0        | 3        | 123      | 145      | -22      |
| 7                 | Porto Rico     | 2        | 0        | 3        | 111      | 137      | -26      |
| 8                 | Peru           | 0        | 0        | 5        | 91       | 150      | -59      |